# Його кримінальна кар'єра
«Його кримінальна кар'єра» (англ. His Criminal Career)  — американська короткометражна комедія режисера Ферріса Гартмана 1917 року.

## У ролях
- Френк Даріен
- Вера Рейнольдс
- Джеймс Спенсер
- Аль МакКіннон
- Монті Бенкс